# Izlivanje cijanida u Baji Mareu
Dana 30. januara 2000. godine dogodilo se izlivanje cijanida u reku Samoš, iz rudnika zlata blizu grada Baja Mare u Rumuniji. Ogovorna za ovu katastrofu bila je kompanija Aurul koja je upravljala rudnikom zlata.
Zagađene vode nošene rekom Samoš završile su u Tisi i Dunavu i izazvale pomor ogromnog broja riba u Mađarskoj i Rumuniji. Katastrofa je okarakterisana kao najveća u Evropi nakon Černobiljske katastrofe.

## Oštećenje brane usled izlivanja cijanida
U noći 30. januara 2000. godine, došlo je do proboja brane na taložnim jezerima za jalovinu na postrojenjima fabrike i rudnika zlata u mestu Baja Mare. Brana koja je zadržavala kontaminiranu vodu je pukla i 100.000 m3 (3.500.000 cu ft) vode zagađene cijanidima se izlilo preko obradivih površina, a nakon toga u reku Samoš. Smatra se da je do proboja brane došlo zbog nepovoljnih vremenskih uslova i propusta koji su napravljeni tokom izgradnje brane. 

Esmeralda Exploration čija je firma Araul zapravo bila okrivila je prevelike količine snežnih padavina za oštećenje brane.

## Posledice
Nakon izlivanja koncentracija cijanida u reci Samoš bila je 700 puta veća od dozvoljene. Samoš se uliva u Tisu, drugu po veličini reku u Mađarskoj koja se dalje uliva u Dunav. Ovo zagađenje odrazilo se i na živi svet i pored ogromnog pomora riba dovelo je u opasnost i neke od već ugroženih vrsta u Rumuniji kao što su vidre i beloglavi orao. Ovom katastrofom su zagađene zalihe prijaće vode u Mađarskoj za više od 2,5 miliona stanovkika. Osim cijanida reke su zagađene i teškim metalima koji su imali dugotrajan negativan uticaj na životnu sredinu
.
Velike količine ribe uginule su u periodu najintenzivnijeg zagađenja reke cijanidom. Povišena koncentracija cijanida ugrozila je 62 vrste ribe od kojih je 20 vrsta bilo zaštićeno. Rumunska vlada je tvrdila da je pomor riba izazvan niskim temperaturama i smatrali su da to nije njihova greška. Volonteri su se okupili u Mađarskoj i učestvovali u vađenju mrtvih riba iz reke, kako bi sprečili katastrofu daljeg širenja kroz lanac ishrane do drugih vrsta kao što su lisice, vidre i orao ribar čija je smrt takođe uzrokovana istim razlogom jer su se hranili mrtvom kontaminiranom ribom. 
Dve godine kasnije ekosistem je počeo da se obnavlja, ali je i dalje bio daleko od početnog stanja. Ribari u Mađarskoj su potvrdili da je njihov ulov 2002. godine iznosio petinu prosečnog ulova koji su ranije ostvarivali.